# Tragia volubilis
Tragia volubilis är en törelväxtart som beskrevs av Carl von Linné. Tragia volubilis ingår i släktet Tragia och familjen törelväxter. Inga underarter finns listade i Catalogue of Life.